# Sinsaenum
Sinsaenum — интернациональная метал-супергруппа, образованная в 2016 году участниками DragonForce, Slipknot, Dååth, Chimaira, Mayhem, Sunn O))), Seth, Loundblast и Vimic. Изначально коллектив исполнял музыку в стиле блэк-дэт-метал, но на втором студийной альбоме Repulsion For Humanity ушёл в сторону дэт/грув-метала с элементами ню-метала.

## История
Идея о создании дэт-метал-группы появилась у Фредерика Леклера еще в 1998 году, но по словам гитариста для полноценной реализации у него тогда не хватало времени и подходящих музыкантов. Спустя 18 лет Фредерик решил осуществить свои планы, взяв на роль второго гитариста участника французской дэт-метал-группы Loudblast — Стефана Бурье, а роль ударника на себя взял бывший участник Slipknot и бывший участник Vimic — Джои Джордисон. В группу было сразу приглашено два вокалиста, первым стал Аттила Чихар из культовой норвежской блэк-метал-группы Mayhem и американской дроун-дум-метал группы Sunn O))), а на место второго фронтмена занял участник Dååth и Chimaira — Шон Заторски. Место бас-гитариста занял участник блэк-метал-группы Seth — Хеймот. Группа заключила контракт с лейблом earMUSIC и уже в 2016 году было выпущено сразу два мини-альбома: A Taste Of Sin и одноимённый Sinsaenum. Дебютный полноформатный релиз под названием Echoes Of The Tortured был выпущен 29 июля того же года на лейбле earMUSIC. На песни «Splendor And Agony» и «Army Of Chaos» были сняты видеоклипы. В ноябре 2017 года музыканты выпускают свой третий мини-альбом под названием Ashes, на заглавный трек из которого был также снят видеоклип, а в августе 2018 года увидел свет второй студийный альбом под названием Repulsion For Humanity, в поддержку которого группа отправилась в мировое турне, впервые посетив Москву 30 октября 2018 года.
В июле 2021 года скончался Джои Джордисон.

## Участники группы
- Шон Заторски — вокал (2016 — настоящее время)
- Аттила Чихар — вокал (2016 — настоящее время)
- Стефан Бурье — гитара (2016 — настоящее время)
- Фредерик Леклер — гитара (2016 — настоящее время)
- Хеймот — бас-гитара (2016 — настоящее время)

## Бывшие участники
- Джои Джордисон — ударные (2016 — 2021)

## Дискография
- A Taste Of Sin (EP, 2016)
- Sinsaenum (EP, 2016)
- Echoes Of The Tortured (2016)
- Ashes (EP, 2017)
- Repulsion For Humanity (2018)